# 興議駅
興議駅（こうぎえき）は、中華人民共和国浙江省杭州市蕭山区蕭郵路と建設四路の交差点に位置する杭州地下鉄7号線の駅である。

## 歴史
- 2020年12月30日：開業[1]。

## 駅構造
島式ホーム1面2線を有する地下駅。

### のりば
案内上ののりば番号は設定されていない。
| 路線    | 方向 | 行先                       |
| ------- | ---- | -------------------------- |
| ■ 7号線 | 下り | 呉山広場方面               |
| ■ 7号線 | 上り | 蕭山国際機場・江東二路方面 |

（出典：杭州地下鉄:站内空间示意图）

## 駅周辺
- 柏峰瓏悦府
- 佳豊南苑
- 景宸天璽名城

## 隣の駅
杭州地下鉄
■ 7号線
奥体中心駅 - 興議駅 - 明星路駅